# 포항종합운동장
포항종합운동장(富川綜合運動場, Pohang Sports Complex)은 대한민국 경상북도 포항시에 있는 스포츠 시설이다. 천연잔디 필드와 우레탄 트랙이 갖춰진 경기장이며, 1971년 11월에 준공되었다. '포항시민공설운동장'으로 개장된 후, 1984년 9월 6일에 '포항종합운동장'으로 명칭이 변경되었다. 주경기장과  포항야구장, 실내체육관, 테니스장, 수영장 등의 스포츠 시설로 구성되어 있다.

## 시설

### 주경기장
축구와 육상경기를 할 수 있는 다목적경기장이다. 주로 축구 경기에 사용되며, 20,000명을 수용할 수 있다. 포항스틸야드 개장 이전에는 과거 K리그의 포항 스틸러스의 홈 구장으로 사용되었다.
2013년 포항스틸야드의 잔디손상이 심해 잔디 전면 교체로 인해 2013시즌 28라운드 (9월 22일) 울산 현대전부터 남은 경기까지 포항 스틸러스의 홈 구장으로 사용되었다.

## 참고 문헌
- “포항종합운동장”. 포항시시설관리공단. 2019년 3월 28일에 원본 문서에서 보존된 문서. 2019년 3월 28일에 확인함.
- 〈포항종합운동장〉. 《두피디아》. 두산.
- 《전국 공공체육 시설 현황 (2017년말 기준)》. 대한민국 문화체육관광부. 2019.
- 《2020년 전국 공공체육시설 현황 (2019년말 기준)》. 대한민국 문화체육관광부. 2021.
- 《2023 전국 공공체육시설 현황 (2022년 12월말 기준)》. 대한민국 문화체육관광부. 2024.

## 같이 보기
- 포항야구장